# Адамовка (река)
Ада́мовка — река в России, протекает в Оренбургской области. Устье реки находится на 42 км реки Кувай. Длина реки составляет 20 км, площадь водосборного бассейна — 118 км².

## Данные водного реестра
По данным государственного водного реестра России относится к Нижневолжскому бассейновому округу, водохозяйственный участок реки — Самара от истока до Сорочинского гидроузла. Речной бассейн реки — Волга от верховий Куйбышевского водохранилища до впадения в Каспий.
Код объекта в государственном водном реестре — 11010000912112100006246.